# 1914 год
1914 (ты́сяча девятьсо́т четы́рнадцатый) год  по григорианскому календарю — невисокосный год, начинающийся в четверг. Это 1914 год нашей эры, 4‑й год 2‑го десятилетия XX века 2‑го тысячелетия, 5‑й год 1910‑х годов. Он закончился 111 лет назад.
| Пн | Вт | Ср | Чт | Пт | Сб | Вс |
|    |    |    | 1  | 2  | 3  | 4  |
| 5  | 6  | 7  | 8  | 9  | 10 | 11 |
| 12 | 13 | 14 | 15 | 16 | 17 | 18 |
| 19 | 20 | 21 | 22 | 23 | 24 | 25 |
| 26 | 27 | 28 | 29 | 30 | 31 |    |

| Пн | Вт | Ср | Чт | Пт | Сб | Вс |
|    |    |    |    |    |    | 1  |
| 2  | 3  | 4  | 5  | 6  | 7  | 8  |
| 9  | 10 | 11 | 12 | 13 | 14 | 15 |
| 16 | 17 | 18 | 19 | 20 | 21 | 22 |
| 23 | 24 | 25 | 26 | 27 | 28 |    |

| Пн | Вт | Ср | Чт | Пт | Сб | Вс |
|    |    |    |    |    |    | 1  |
| 2  | 3  | 4  | 5  | 6  | 7  | 8  |
| 9  | 10 | 11 | 12 | 13 | 14 | 15 |
| 16 | 17 | 18 | 19 | 20 | 21 | 22 |
| 23 | 24 | 25 | 26 | 27 | 28 | 29 |
| 30 | 31 |    |    |    |    |    |

| Пн | Вт | Ср | Чт | Пт | Сб | Вс |
|    |    | 1  | 2  | 3  | 4  | 5  |
| 6  | 7  | 8  | 9  | 10 | 11 | 12 |
| 13 | 14 | 15 | 16 | 17 | 18 | 19 |
| 20 | 21 | 22 | 23 | 24 | 25 | 26 |
| 27 | 28 | 29 | 30 |    |    |    |

| Пн | Вт | Ср | Чт | Пт | Сб | Вс |
|    |    |    |    | 1  | 2  | 3  |
| 4  | 5  | 6  | 7  | 8  | 9  | 10 |
| 11 | 12 | 13 | 14 | 15 | 16 | 17 |
| 18 | 19 | 20 | 21 | 22 | 23 | 24 |
| 25 | 26 | 27 | 28 | 29 | 30 | 31 |

| Пн | Вт | Ср | Чт | Пт | Сб | Вс |
| 1  | 2  | 3  | 4  | 5  | 6  | 7  |
| 8  | 9  | 10 | 11 | 12 | 13 | 14 |
| 15 | 16 | 17 | 18 | 19 | 20 | 21 |
| 22 | 23 | 24 | 25 | 26 | 27 | 28 |
| 29 | 30 |    |    |    |    |    |

| Пн | Вт | Ср | Чт | Пт | Сб | Вс |
|    |    | 1  | 2  | 3  | 4  | 5  |
| 6  | 7  | 8  | 9  | 10 | 11 | 12 |
| 13 | 14 | 15 | 16 | 17 | 18 | 19 |
| 20 | 21 | 22 | 23 | 24 | 25 | 26 |
| 27 | 28 | 29 | 30 | 31 |    |    |

| Пн | Вт | Ср | Чт | Пт | Сб | Вс |
|    |    |    |    |    | 1  | 2  |
| 3  | 4  | 5  | 6  | 7  | 8  | 9  |
| 10 | 11 | 12 | 13 | 14 | 15 | 16 |
| 17 | 18 | 19 | 20 | 21 | 22 | 23 |
| 24 | 25 | 26 | 27 | 28 | 29 | 30 |
| 31 |    |    |    |    |    |    |

| Пн | Вт | Ср | Чт | Пт | Сб | Вс |
|    | 1  | 2  | 3  | 4  | 5  | 6  |
| 7  | 8  | 9  | 10 | 11 | 12 | 13 |
| 14 | 15 | 16 | 17 | 18 | 19 | 20 |
| 21 | 22 | 23 | 24 | 25 | 26 | 27 |
| 28 | 29 | 30 |    |    |    |    |

| Пн | Вт | Ср | Чт | Пт | Сб | Вс |
|    |    |    | 1  | 2  | 3  | 4  |
| 5  | 6  | 7  | 8  | 9  | 10 | 11 |
| 12 | 13 | 14 | 15 | 16 | 17 | 18 |
| 19 | 20 | 21 | 22 | 23 | 24 | 25 |
| 26 | 27 | 28 | 29 | 30 | 31 |    |

| Пн | Вт | Ср | Чт | Пт | Сб | Вс |
|    |    |    |    |    |    | 1  |
| 2  | 3  | 4  | 5  | 6  | 7  | 8  |
| 9  | 10 | 11 | 12 | 13 | 14 | 15 |
| 16 | 17 | 18 | 19 | 20 | 21 | 22 |
| 23 | 24 | 25 | 26 | 27 | 28 | 29 |
| 30 |    |    |    |    |    |    |

| Пн | Вт | Ср | Чт | Пт | Сб | Вс |
|    | 1  | 2  | 3  | 4  | 5  | 6  |
| 7  | 8  | 9  | 10 | 11 | 12 | 13 |
| 14 | 15 | 16 | 17 | 18 | 19 | 20 |
| 21 | 22 | 23 | 24 | 25 | 26 | 27 |
| 28 | 29 | 30 | 31 |    |    |    |

## События
1914 год был в значительной степени определён крайним ухудшением затяжного политического кризиса в Европе. Он был спровоцирован конфликтами интересов и экономическими санкциями и привёл в итоге к началу Первой мировой войны. Это был первый в истории вооружённый конфликт планетарного масштаба, ключевой предпосылкой которого стало убийство наследника австрийского престола в Сараево. Кроме того, в этом году появилась авиакомпания Airboat Line, которая первой в истории осуществила запуск первой регулярной международной коммерческой линии Сент-Питерсберг — Тампа.

### Январь
- 1 января — британские колонии в областях реки Нигер объединены в «Колонию и протекторат Нигерия»[1].
- 22 января — ушло в отставку первое временное правительство независимой Албании во главе с Исмаилом Кемаль-беем[2]. Новым премьер-министром Албании стал Фейзи Ализоти.

### Февраль
- 4 февраля — в Лиме восставшие части перуанской армии захватили президентский дворец. Президент Гильермо Биллингхёрст был смещён и выслан из страны[3].
- 28 февраля — провозглашение Автономной Республики Северного Эпира этническими греками.

### Март
- 1 марта — вступление Китайской Республики во Всемирный почтовый союз.
- 8 марта — в Испании на выборах в кортесы победили монархисты[4].
- 14 марта — заключён сербско-турецкий мирный договор, восстановивший дипломатические и консульские отношения между Сербией и Турцией, прерванные Первой Балканской войной, и подтвердивший условия Лондонского договора 1913 года[4][5].
- 27 марта — бельгийский учёный-хирург Альберт Хастин осуществляет первое в истории успешное непрямое переливание крови с использованием антикоагулянтов.

### Апрель
- 21 апреля — войска США высадились в порте Веракрус (Мексика)[6].
- 22 апреля — Мексика приостанавливает дипломатические отношения с США.

### Май
- 14 мая — первомайская политическая забастовка на 20 нефтеперерабатывающих предприятиях и в типографиях Баку[7].

### Июнь

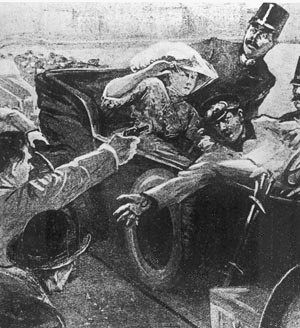
Гаврило Принцип убивает Франца Фердинанда. Рисунок из австрийской газеты

- 12 июня — Геноцид греков: массовое убийство османских греков в Фокее турецкими иррегулярными бандами.
- 15 июня — в Констанце Николай II встретился с королём Румынии Каролем I[8].
- 28 июня — Сараевское убийство: гибель наследника австрийского престола Франца Фердинанда от руки сербского террориста Гаврило Принципа[9] спровоцировала Июльский кризис.
- 29 июня — стартовал полёт самолёта Илья Муромец по маршруту: Петербург — Орша — Копысь — Киев — Петербург.

### Июль
- 23 июля — ультиматум Австро-Венгрии к Сербии в связи с убийством эрцгерцога Франца Фердинанда[10].
- 25 июля
  - Император Австрии и король Венгрии Франц Иосиф I своим указом распускает рейхсрат[10].
  - Австро-Венгрия разрывает дипломатические отношения с Сербией[9].
- 28 июля — Австро-Венгрия объявляет Сербии войну, начало Первой мировой войны[9].
- 29 июля — Россия начинает мобилизацию в пограничных с Австро-Венгрией округах. На следующий день объявляется всеобщая мобилизация[9].

### Август
- 1 августа — в ответ на отказ о прекращении мобилизации Германия объявляет России войну[9].
- 2 августа
  - Под предлогом предупреждения французской оккупации германские войска вторгаются в Люксембург[11].
  - Италия заявляет о своём нейтралитете[12].
  - Германия и Турция заключают секретный договор об альянсе[13].
- 3 августа — Германия объявляет войну Франции[9].
- 4 августа
  - Ранним утром Германия объявляет войну Бельгии[14]. К этому моменту немецкие войска уже находятся на бельгийской территории (с вечера 3 августа)[15].
  - Великобритания объявляет войну Германии. Вместе с Великобританией в войну вступают её доминионы — Канада, Австралия, Новая Зеландия, Южно-Африканский Союз и крупнейшая колония Индия[9][16].
  - Аргентина заявила о своём нейтралитете[17][18].
- 5 августа — между США и Никарагуа заключён договор Бриана-Чаморро, подтвердивший исключительные права США в этой центральноамериканской стране[19].
- 6 августа — Австро-Венгрия объявила войну Российской империи[20].
- 8 августа — в Поронине властями Австро-Венгрии арестован В. И. Ленин. Был освобождён из тюрьмы в г. Новый Тарг 19 августа под давлением польских и австрийских социал-демократов и вскоре выехал в Швейцарию[21].
- 12 августа — столкновение разъездов на границе с Восточной Пруссией, близ местечка Любов. Донской казак Козьма Крючков лично уничтожил 11 немецких улан, в результате чего стал первым награждённым Георгиевским крестом в Первой мировой войне. Подвиг казака широко освещался в прессе и использовался в пропагандистских целях. Тем не менее, по мнению некоторых исследователей и специалистов обстоятельства боя были искажены, а потери немцев — сильно преувеличены[22][23].
- 15 августа
  - Открытие Панамского канала[24].
  - Мексиканская повстанческая армия вступила в Мехико, пала диктатура генерала Викториано Уэрты[25].
  - Япония предъявила ультиматум Германии[26].
- 16 августа — объявлен набор в польские легионы при армии Австро-Венгрии[27].
- 23 августа — Япония объявляет войну Германии[28].
- 26 августа — капитуляция германских колониальных войск в Тоголенде.
- 28 августа
  - Сражение в Гельголандской бухте — британский флот одержал победу над германской эскадрой[29].
  - Правление Пангерманского союза приняло Общую программу, которая предусматривала создание «Срединной Европы» («Mitteleuropa») в составе объединённых Германии и Австро-Венгрии, Голландии, Швейцарии, Италии, Румынии, Болгарии и стран Скандинавии. Предполагалась аннексия прибалтийских губерний Российской империи, изменение её границ в Польше и отделение Финляндии[30].
  - Президентом Сальвадора стал Альфонсо Киньонес Молина[31].
- 31 августа — император Николай II на волне антигерманских настроений переименовал Санкт-Петербург в Петроград. Газета «Биржевые новости» в экстренном выпуске написала: «Мы легли спать в Петербурге, а проснулись в Петрограде»[32].

### Сентябрь
- 1 сентября — в зоопарке Цинциннати умер последний странствующий голубь[33].
- 2 сентября — Маттиас Эрцбергер представил рейхсканцлеру Германии Теобальду фон Бетман-Гольвегу памятную записку, в которой содержались предложения оттеснить Россию от Балтийского и Чёрного морей и создать на её западных территориях автономные государства под «военным покровительством» Германии[34].
- 9 сентября — в Германии рейхсканцлером Теобальдом фон Бетманом-Гольвегом написана Сентябрьская программа. Она предусматривала создание экономического союза в Центральной Европе и германской «колониальной империи» в центральной Африке, о Российской империи говорилось следующее: «Россия должна быть, по мере возможности, оттеснена от германской границы, и её господство над нерусскими вассальными народами должно быть сломлено»[35]. Проект канцлера носил предварительный характер, в процессе последующего обсуждения он не получил одобрения политических и экономических кругов и не был утверждён[36].
- 17 сентября — отставка премьер-министра Австралии либерала Джозефа Кука. К власти возвращается лейборист Эндрю Фишер[37].
- 21 сентября — после побед русской армии в Галиции самораспустился Восточный польский легион австро-венгерской армии (Львов)[27].
- 22 сентября — лидер мексиканских повстанцев Панчо Вилья заявил, что больше не признаёт руководителем революции Венустиано Каррансу, поддержав «план Аяла», выдвинувший на эту роль Эмилиано Сапату[38].

### Октябрь
- 1 октября — в Мехико открывается Конвент командиров революционных армий, далее перенесённый в Агуаскальентес. В этом собрании участвовали представители Панчо Вильи, Венустиано Каррансы и Альваро Обрегона, позднее к ним присоединились делегаты от Эмилиано Сапаты. В течение октября Конвент принял решение, согласно которому Вилья и Карранса должны были подать в отставку, а также избрал генерала Эулалио Гутьерреса временным президентом Мексики. Карранса отказался признавать решения Конвента[38], в ответ на это последний объявил его мятежником.
- 10 октября — на курорте Синая скончался король Румынии Кароль I. На престол вступил его племянник Фердинанд[39].
- 15 октября — закон Клейтона, Антитрестовский закон, принятый конгрессом США[40].

### Ноябрь
- 1 ноября
  - Опубликован манифест ЦК РСДРП «Война и российская социал-демократия»[41].
  - Германская эскадра крейсеров вице-адмирала Максимилиана фон Шпее нанесла поражение британской эскадре в бою близ г. Коронель у побережья Чили[42].
- 3 ноября — Великобритания аннулировала соглашения 1913 года с Турцией и объявила шейхство Кувейт «независимым государством под британским протекторатом»[43].
- 5 ноября — Великобритания объявила об аннексии острова Кипр, входившего в состав Османской империи[44].
- 11 ноября — германская армия начинает Лодзинскую операцию с целью предотвращения наступления русской армии в пределы Германии[45].

### Декабрь
- 6 декабря — повстанческие армии Панчо Вильи и Эмилиано Сапаты, начавшие кампанию против Венустиано Каррансы, вступили в Мехико[38].
- 17 декабря — международная комиссия установила границы Албании[46].
- 18 декабря — Египет объявлен британским протекторатом[47]
- 19 декабря — смещён хедив Египта Аббас II Хильми. Египет провозглашён султанатом, престол занял султан Хусейн Камиль[47].
- 23 декабря — победа русской Кавказской армии в Сарыкамышском сражении в Карсской области.
- 25 декабря — Рождественское перемирие.
- 28 декабря — итальянские войска вступили в албанский город Влёра[46].

## Родились
См. также: Категория:Родившиеся в 1914 году
- 4 января — Жан-Пьер Вернан, французский историк и антрополог античности, исследователь архаической мифологии (ум. в 2007).
- 11 января — Михаил Андреевич Ларченко, капитан Советской Армии, участник советско-финской и Великой Отечественной войны, Герой Советского Союза (1940). (ум. в 1991)
- 5 февраля — Уильям Берроуз, американский писатель (умер в 1997 году).
- 14 февраля — Юрий Петрович Киселёв, советский театральный режиссёр, актёр, педагог, народный артист РСФСР (ум. 1996).
- 15 февраля — Шакен Кенжетаевич Айманов, казахский советский актёр, режиссёр, народный артист СССР (ум. 1970).
- 24 февраля — Уэлдон Кис, американский поэт, художник, литературный критик, писатель, драматург, джазовый пианист, автор рассказов и кинорежиссёр (ум. 1955).
- 8 марта — Яков Борисович Зельдович, советский физик (умер в 1987 году).
- 31 марта — Октавио Пас, мексиканский поэт, эссеист, переводчик (умер в 1998 году).
- 3 апреля — Асгер Йорн, датский художник (умер в 1973 году).
- 8 мая — Ромен Гари (настоящее имя Роман Кацев), французский писатель русско-еврейского происхождения, кинорежиссёр, военный (застрелился в 1980 году).
- 9 мая
  - Карло Мария Джулини, итальянский дирижёр и педагог (умер в 2005 году).
  - Николай Лукич Бабасюк, советский живописец и педагог (умер в 1983 году).
- 15 мая — Тенцинг Норгэй, шерпский альпинист, который вместе с новозеландским альпинистом Эдмундом Хиллари в рамках британской экспедиции 1953 года под руководством Джона Ханта впервые в мире покорил высочайшую вершину мира Эверест (ум. 1986).
- 18 мая — Алла Николаевна Баянова, румынская, советская и российская эстрадная певица, исполнительница русских песен и романсов. Народная артистка России. (умерла в 2011 году).
- 22 мая — Волков, Василий Александрович, Герой Советского Союза, старшина Красной Армии, участник Великой Отечественной войны (умер в 1996).
- 1 июня — Герц Давидович Цомык, советский виолончелист, обладатель 1-й премии на Всесоюзном конкурсе музыкантов-исполнителей в Москве за 1933 год (ум. 1981).
- 15 июня — Юрий Владимирович Андропов, Генеральный секретарь ЦК КПСС в 1982—1984, Председатель Президиума Верховного Совета СССР в 1983—1984 (умер в 1984 году).
- 19 июня — Антоний, митрополит Сурожский, священник, философ, проповедник (умер в 2003 году).
- 21 июня — Уильям Викри, американский экономист, лауреат Нобелевской премии по экономике 1996 года «за исследования в области информационной асимметрии» (ум. 1996 спустя три дня после присуждения премии) (ум. 1996).
- 30 июня
  - Маршал Франсишку да Кошта Гомиш, президент Португалии в 1974—1976 годах (умер в 2001 году).
  - Владимир Николаевич Челомей, советский учёный в области механики и процессов управления, академик АН СССР (ум. 1984).
- 5 июля — Джордж де Годзинский — финский композитор, дирижёр, профессор (с 1985) и пианист (ум. 1994).
- 15 июля — Рихард Кальо, эстонский советский график (ум. 1978).
- 16 июля — Михаил Иванович Томчаний, закарпатский писатель (ум. 1975).
- 20 июля — Маса Ниеми — финский актёр (умер в 1960 году).
- 1 августа
  - Григол Абашидзе, грузинский поэт (умер в 1994 году).
  - Дуся Виноградова, инициатор виноградовского движения (умерла в 1962 году).
- 9 августа — Туве Янссон, финская писательница (писала по-шведски), автор известного цикла сказок о муми-троллях (умерла в 2001 году).
- 19 августа — Дёжкин, Борис Петрович, советский сценарист, режиссёр-мультипликатор, художник-постановщик и художник-мультипликатор киностудии «Союзмультфильм» (умер в 1992 году).
- 23 августа — Лев Озеров, русский поэт и переводчик (умер в 1996 году)
- 26 августа — Хулио Кортасар, выдающийся аргентинский писатель (умер в 1984 году).
- 15 сентября — Йенс Отто Краг, датский государственный и политический деятель, премьер-министр Дании в 1962—1968 и в 1971—1972 годах (ум. 1978).
- 23 сентября — Астраханцев Сергей Васильевич Архивная копия от 7 марта 2012 на Wayback Machine — Герой Советского Союза. Погиб в 1943 году.
- 2 октября — Юрий Борисович Левитан, диктор Всесоюзного радио, диктор Государственного комитета СМ СССР по телевидению и радиовещанию, народный артист СССР (ум. 1983).
- 7 октября — Йозеф Франтишек, чехословацкий лётчик-ас, участник битвы за Британию во Второй мировой войне (ум. 1940).
- 15 октября — Мухаммед Захир-Шах, король Афганистана в 1933 — 1973 годах (ум. 2007).
- 8 ноября — Норман Ллойд, американский актёр (ум. 2021).
- 9 ноября — Колин Грей, новозеландский лётчик-ас, участник Второй мировой войны (ум. 1995).
- 14 ноября — Карлос Кастильо Армас, президент Гватемалы в 1954—1957 годах (убит в 1957 году).
- 2 декабря — Мартин Бронфенбреннер, американский экономист (умер в 1997 году).

## Скончались
См. также: Категория:Умершие в 1914 году
- 2 апреля — Пауль Хейзе, немецкий писатель (род. 1830).
- 6 апреля — Виктор Иванович Василенко, российский и украинский этнограф и статистик; один из авторов «ЭСБЕ» (род. в 1839).
- 10 июня — Александр Навроцкий, русский поэт и драматург (род. 1839).
- 31 июля — Жан Жорес, французский политический деятель (род. 3 сентября 1859).
- 20 августа — Пий X, папа римский (1903—1914) (род. 1835).
- 8 сентября — Пётр Николаевич Нестеров, русский военный лётчик (род. 1887).
- 10 октября — Кароль I, король Румынии (род. 1839).
- 9 ноября — Иосиф Николаевич Ливчак, русский изобретатель и публицист (род. 1839).
- 16 декабря — Иван Зайц, хорватский композитор и дирижёр (род. 1832).

## Нобелевские премии
- Физика — Макс фон Лауэ — «За открытие дифракции рентгеновских лучей на кристаллах».
- Химия — Теодор Уильям Ричардс — «За точное определение атомных масс большого числа химических элементов».
- Медицина и физиология — Роберт Барани — «За работы по физиологии и патологии вестибулярного аппарата».
- Литература — Премия не присуждалась.
- Премия мира — Премия не присуждалась.